# Episodi di Frasier (quarta stagione)
La quarta stagione della sitcom Frasier è stata trasmessa in prima visione negli Stati Uniti d'America da NBC dal 17 settembre 1996 al 20 maggio 1997.
In Italia è andata in onda in prima visione dal 13 dicembre 1999 su Italia 1.
| nº | Titolo originale                      | Titolo italiano                                | Prima TV USA      | Prima TV Italia  |
| -- | ------------------------------------- | ---------------------------------------------- | ----------------- | ---------------- |
| 1  | The Two Mrs. Cranes                   | Le due signore Crane                           | 17 settembre 1996 | 13 dicembre 1999 |
| 2  | Love Bites Dog                        | Anche i duri piangono                          | 24 settembre 1996 | 14 dicembre 1999 |
| 3  | The Impossible Dream                  | Il sogno ricorrente                            | 15 ottobre 1996   | 16 dicembre 1999 |
| 4  | A Crane's Critique                    | Critici letterari                              | 22 ottobre 1996   | 17 dicembre 1999 |
| 5  | Head Game                             | Il portafortuna                                | 12 ottobre 1996   | 22 dicembre 1999 |
| 6  | Mixed Doubles                         | Amori difficili                                | 19 ottobre 1996   | 21 dicembre 1999 |
| 7  | A Lilith Thanksgiving                 | Il giorno del Ringraziamento                   | 26 ottobre 1996   | 15 dicembre 1999 |
| 8  | Our Father Whose Art Ain't Heaven     | Nostro padre                                   | 9 dicembre 1996   | 20 dicembre 1999 |
| 9  | Dad Loves Sherry, the Boys Just Whine | Martin colpisce ancora                         | 7 gennaio 1997    | 29 gennaio 2001  |
| 10 | Liar! Liar!                           | Sensi di colpa                                 | 14 gennaio 1997   | 27 dicembre 1999 |
| 11 | Three Days of the Condo               | I tre giorni del condominio                    | 21 gennaio 1997   | 28 dicembre 1999 |
| 12 | Death and the Dog                     | Eddie è depresso                               | 11 febbraio 1997  | 23 dicembre 1999 |
| 13 | Four for the Seesaw                   | Carpe diem                                     | 18 febbraio 1997  | 29 dicembre 1999 |
| 14 | To Kill a Talking Bird                | Un pappagallo scomodo                          | 25 febbraio 1997  | 30 dicembre 1999 |
| 15 | Roz's Krantz & Gouldenstein are Dead  | Servizio sociale                               | 11 marzo 1997     | 3 gennaio 2000   |
| 16 | The Unnatural                         | Il peggiore                                    | 1º aprile 1997    | 10 gennaio 2000  |
| 17 | Roz's Turn                            | Il provino di Roz                              | 15 aprile 1997    | 7 gennaio 2000   |
| 18 | Ham Radio                             | Il radiodramma                                 | 22 aprile 1997    | 5 gennaio 2000   |
| 19 | Three Dates and a Breakup (1)         | Tre appuntamenti e una rottura (prima parte)   | 29 aprile 1997    | 11 gennaio 2000  |
| 20 | Three Dates and a Breakup (2)         | Tre appuntamenti e una rottura (seconda parte) | 29 aprile 1997    | 12 gennaio 2000  |
| 21 | Daphne Hates Sherry                   | Daphne odia Sherry                             | 6 maggio 1997     | 13 gennaio 2000  |
| 22 | Are You Being Served?                 | Siete serviti                                  | 13 maggio 1997    | 4 gennaio 2000   |
| 23 | Ask Me No Questions                   | Non farmi domande                              | 20 maggio 1997    | 6 gennaio 2000   |
| 24 | Odd Man Out (1)                       | Uno di troppo                                  | 20 maggio 1997    | 14 gennaio 2000  |